# Jenia Grebennikov
Jenia Grebennikov (em russo:  Женя Гребе́нников) (Rennes, 13 de agosto de 1990) é um jogador de voleibol francês que atua na posição de líbero.

## Carreira

### Clube
Jenia deu seus primeiros passos no vôlei aos 9 anos de idade no CEC Rennes. No ano seguinte começou a atuar nas categorias de base do clube Rennes Volley 35, onde seu pai o russo Boris Grebennikov, era treinador do time principal.
Na temporada 2008–09, foi promovido à categoria principal do clube desempenhando a função de ponteiro e passou a ser treinado por seu pai. No clube conquistou na edição de 2011–12 a Copa da França e foi eleito o MVP das finais.
Depois de mais de 13 anos defendendo o clube de sua cidade natal se transferiu para o clube alemão VfB Friedrichshafen, clube que sem dúvida foi o divisor de águas em sua carreira. Defendendo as cores do time, conquistou os títulos do Campeonato Alemão e da Copa da Alemanha.
Na temporada 2015–16 assinou contrato com o clube italiano do Macerata. Em 2021, o líbero francês se transferiu para o voleibol russo após fechar contrato com o Zenit São Petersburgo.

### Seleção
Em 2011 defendeu pela primeira vez a seleção de seu país onde disputou a Liga Mundial.
No ano de 2014 disputou na Polônia o Campeonato Mundial onde de maneira surpreendente a seleção francesa ficou na 4ª colocação e Grebennikov foi eleito o Melhor Líbero da competição. No ano seguinte conquistou a medalha de ouro na Liga Mundial e no Campeonato Europeu sendo eleito o melhor líbero em ambas as competições. Em 2016 conquistou a medalha de bronze Liga Mundial sendo mais uma vez apontado como o melhor líbero.
Em 2016, representou seu país nos Jogos Olímpicos de Verão no Rio de Janeiro, que ficou em 9º lugar.
Se tornou campeão olímpico nos Jogos Olímpicos de Tóquio em 2021 ao derrotar na final o Comitê Olímpico Russo. No ano seguinte conquistou o inédito título da Liga das Nações.

## Títulos
Itas Trentino
- Mundial de Clubes: 2018
- Copa CEV: 2018–19

Cucine Lube Civitanova
- Campeonato Italiano: 2016–17
- Copa Itália: 2016–17

VfB Friedrichshafen
- Campeonato Alemão: 2014–15
- Copa da Alemanha: 2013–14, 2014–15

Rennes Volley 35
- Copa da França: 2011–12

## Clubes
| Anos      | Clube                  |
| --------- | ---------------------- |
| 2008–2013 | Rennes Volley 35       |
| 2013–2015 | VfB Friedrichshafen    |
| 2015–2018 | Cucine Lube Civitanova |
| 2018–2020 | Itas Trentino          |
| 2020–2021 | Modena Volley          |
| 2021–     | Zenit São Petersburgo  |

## Premiações Individuais
- 2011: Campeonato Francês – Melhor líbero
- 2012: Campeonato Francês – Melhor líbero
- 2012: Campeonato Francês – MVP
- 2014: Campeonato Mundial – Melhor líbero
- 2015: Campeonato Europeu – Melhor líbero
- 2016: Liga dos Campeões – Melhor líbero
- 2016: Liga Mundial – Melhor líbero
- 2017: Liga dos Campeões – Melhor líbero
- 2017: Campeonato Mundial de Clubes – Melhor líbero
- 2018: Liga dos Campeões – Melhor líbero
- 2018: Liga das Nações – Melhor líbero
- 2018: Campeonato Mundial de Clubes – Melhor líbero
- 2021: Jogos Olímpicos – Melhor líbero
- 2022: Liga das Nações – Melhor líbero
- 2024: Jogos Olímpicos – Melhor líbero